# Tochovice (stacja kolejowa)
Tochovice – stacja kolejowa w miejscowości Tochovice, w kraju środkowoczeskim, w Czechach. Znajduje się na linii kolejowej Zdice - Protivín. Położony jest na wysokości 485 m n.p.m.
Na stacji nie ma możliwości zakupu biletów, a obsługa podróżnych odbywa się w pociągu. 

## Linie kolejowe
- 200 Zdice - Protivín